# Țigăncușa de la iatac
Pour plus de détails, voir Fiche technique et Distribution.
Țigăncușa de la iatac (littéralement : La petite Tzigane de la chambre à coucher) est un film germano roumain néerlandais muet réalisé par Alfred Halm, sorti en 1923.

## Synopsis
Inconnu.

## Fiche technique
- Titre : Țigăncușa de la iatac
- Réalisation : Alfred Halm
- Scénario : Victor Beldima d'après le roman Țigăncușa de la iatac, 121 de Radu Rosetti
- Photographie : Willi Briesemann, H. Muhlenheisen
- Société de production : Haga, Monopol Rador Film et Spera-Film
- Pays :  Royaume de Roumanie,  Pays-Bas et  République de Weimar
- Genre : Romance
- Dates de sortie : 
  -  Royaume de Roumanie : 30 décembre 1923

## Distribution
- Dorina Heller : Anica, une petite Tzigane, dont s'éprend un jeune homme riche
- Leon Lefter : Vasile Hortopan, un jeune noble riche qui s'éprend d'elle
- Elvire Popesco (sous le nom d'Elvira Popescu) : Maria Trotuçanu, la fiancée de Vasile
- Petre Sturdza  : Sandu Hortopan, un riche noble, le père de Vasile
- Maria Vecera : Smaranda Trotuçanu
- Ion Popescu : Grigore